# Chiese della Comunità comprensoriale Salto-Sciliar
Questa voce include tutte le chiese cristiane situate entro i confini della comunità comprensoriale Salto-Sciliar, nella provincia autonoma di Bolzano. 
Gli edifici sono elencati in liste suddivise per comune; includono un centinaio di chiese consacrate (sebbene non tutte officiate regolarmente), a cui si aggiungono oltre settanta cappelle. Gli edifici di culto appartengono tutti alla confessione cattolica e fanno parte della diocesi di Bolzano-Bressanone.

## Comune di Castelrotto
| Esterno  | Interno | Nome                                                                                         | Periodo storico                                       | Ubicazione | Informazioni |
| -------- | ------- | -------------------------------------------------------------------------------------------- | ----------------------------------------------------- | --- | --- |
|          |         | Chiesa di Sant'Antonio                                                                       | XVII secolo                                           | Castelrotto 46°34′11.79″N 11°33′36.06″E | Chiesa di due piani, costruita a fine Seicento all'interno del mastio del castello di Castelrotto. |
|          |         | Chiesa della Santa Croce                                                                     | XX secolo                                             | Siusi 46°32′37.74″N 11°33′38.84″E | Parrocchiale. Costruita nel 1937 per sostituire la vecchia curaziale dell'Ausiliatrice, divenuta troppo piccola, venne completata solo dopo la seconda guerra mondiale (consacrazione nel 1950). |
|          |         | Chiesa di San Francesco                                                                      | XXI secolo                                            | Compatsch 46°32′25.3″N 11°37′10.21″E | Costruita nel 2007-08 e consacrata nel 2009, è a servizio dei turisti dell'Alpe di Siusi. |
|          |         | Chiesa di San Giuseppe                                                                       | XX secolo                                             | Roncadizza 46°34′19.88″N 11°38′48.84″E | Costruita nel 1982-85 per volere dell'allora parroco Johann Tscholl, dato che la vicina cappella di San Giuseppe era diventata troppo piccola. |
|          |         | Chiesa di San Leonardo                                                                       | Fondata XIII secolo, edificio odierno XVI secolo      | Bulla 46°33′51.12″N 11°38′11.94″E | Parrocchiale. Una prima chiesa romanica duecentesca, a cui risale la base del campanile, è citata nel 1295; rimaneggiata in stile gotico già prima del Cinquecento, venne ulteriormente ampliata nel 1555, nel 1740 e infine nel 1845-55, per finire con il rifacimento della cuspide del campanile nel 1895. |
|          |         | Chiesa della Madonna dell'Aiuto, o di Santa Maria Ausiliatrice, o della Madonna del Soccorso | Documentata XIV secolo, edificio odierno XVII secolo  | Siusi 46°32′41.58″N 11°33′35.4″E | Una prima chiesa sul posto esisteva già nel Trecento; l'attuale andò a sostituirla nel 1648, venendo consacrata nel 1657. |
|          |         | Chiesa di Santa Maddalena                                                                    | XIV secolo                                            | Tagusa 46°35′36.54″N 11°33′19.23″E | Edificata nel 1320 circa, forse sul sito di un luogo di culto paleocristiano. Venne ristrutturata e rimaneggiata nel 1500 circa, e poi in stile barocco verso il 1667; nel 1725 il soffitto ottenne l'aspetto attuale. |
|          |         | Chiesa di San Michele                                                                        | Fondata XIII secolo, edificio odierno XVI-XVII secolo | San Michele 46°34′41.8″N 11°36′07.29″E | Citata nel 1353 ma costruita almeno nel Duecento; tra il 1470 e il 1500 venne rifatta l'abside, mentre la volta della navata venne rifatta nel Seicento. |
|          |         | Chiesa di San Nicolò                                                                         | Citata XIV secolo, edificio odierno XVI secolo        | Tisana 46°34′21.29″N 11°32′53.96″E | Citata per la prima volta nel 1353, nel Cinquecento venne aggiunta l'abside e parzialmente rifatta, ampliandola, la navata; il campanile venne dotato di cupola barocca nel 1747, sostituita dall'attuale cuspide neogotica nel 1886. |
|          |         | Chiesa di Sant'Osvaldo                                                                       | Fondata XII secolo, edificio odierno XVI secolo       | San Osvaldo 46°33′25.74″N 11°31′15.37″E | Una chiesetta romanica sul posto, costruita nel XII secolo, è attestata nel 1234; di essa restano alcune parti delle murature, nonché il campanile (tranne la cupola, che è barocca). L'abside venne ricostruita nel 1400 circa, seguita dalla navata nel 1521. |
|          |         | Chiesa dei Santi Pietro e Paolo                                                              | Fondata XI-XII secolo, edificio odierno XIX secolo    | Castelrotto 46°34′05.88″N 11°33′36″E | Parrocchiale. Sorta nel XII secolo, se non addirittura intorno all'anno mille, è documentata dal 1191; una piccola chiesa romanica venne sostituita da una gotica nel 1408, ampliata con l'aggiunta dell'abside nel 1482. Ulteriormente ingrandita nel 1704, venne però rasa al suolo dall'incendio che devastò Castelrotto il 24 maggio 1753. Nel 1756 venne eretto il nuovo campanile, con cappella mariana alla base, e solo nel 1846-49 venne ricostruita la chiesa. |
|          |         | Chiesa di San Valentino                                                                      | Citata XIII secolo, edificio odierno XVI secolo       | Località isolata a nord di Siusi 46°32′59.07″N 11°33′46.7″E                                                                                    | Citata per la prima volta nel 1244, epoca a cui risale il campanile, è possibile che sia sorta al posto di un edificio paleocristiano. Venne rimaneggiata se non ricostruita verso il 1350, nel 1475 venne aggiunto il coro, e nel 1532 la chiesa raggiunse le forme attuali, fatta eccezione per la cuspide del campanile che venne aggiunta nel 1811. |
|          |         | Chiesa di San Vigilio                                                                        | Citata XIV secolo, edificio odierno XV secolo         | Località isolata a ovest di Siusi 46°32′22.61″N 11°32′21.69″E                                                                                  | Una chiesa sul luogo, legata probabilmente a una sorgente d'acqua, è documentata nel 1353; distrutta probabilmente da una frana, venne riedificata nel 1490, forse con l'interessamento dei nobili von Wolkenstein e Zwingenstein. |
| Cappelle |         |                                                                                              |                                                       | | |
|          |         | Cappella di Sant'Anna                                                                        | XVIII secolo                                          | Ploj 46°33′48.43″N 11°33′27.96″E | Costruita verso il 1720 e consacrata nel 1724. |
|          |         | Cappella della Madonna, o "chiesetta Zallinger"                                              | XIX secolo                                            | Alpe di Siusi 46°30′40.33″N 11°41′14.6″E | Edificata per volontà di Karl von Zallinger-Stillendorf nel 1857 e consacrata l'anno seguente. |
|          |         | Cappella della Santa Trinità                                                                 | XVIII secolo                                          | Località isolata tra Siusi e San Osvaldo 46°33′01.94″N 11°31′37.79″E                                                                           | Cappella del maso Drockerhof, settecentesca. |
|          |         |                                                                                              | XVIII-XIX secolo                                      | Località isolata a nord di San Osvaldo, appena a sud dell'area di servizio Isarco Est dell'autostrada del Brennero 46°34′02.29″N 11°31′20.66″E | Cappella del maso Flösser, costruita nel Sette o nell'Ottocento. |
|          |         |                                                                                              |                                                       | Bulla 46°33′51.55″N 11°38′11.94″E | Cappella cimiteriale. |

## Comune di Cornedo all'Isarco
| Esterno  | Interno | Nome                                                       | Periodo storico                                      | Ubicazione                                                                      | Informazioni |
| -------- | ------- | ---------------------------------------------------------- | ---------------------------------------------------- | ------------------------------------------------------------------------------- | --- |
|          |         | Chiesa di San Giovanni Nepomuceno                          |                                                      | Eggenbach 46°27′23.59″N 11°25′36.75″E                                           | |
|          |         | Chiesa di Maria Ausiliatrice, o della Madonna del Soccorso | XVIII secolo                                         | Cardano 46°29′39.21″N 11°23′34.59″E                                             | Costruita intorno al 1700, venne ingrandita leggermente nel 1875; assai danneggiata dai bombardamenti durante la seconda guerra mondiale, venne riparata e, dopo la costruzione della nuova parrocchiale, adibita a cappella mortuaria. |
|          |         | Chiesa di Santa Maria Ausiliatrice                         | XX secolo                                            | Cardano 46°29′38.15″N 11°23′33.58″E                                             | Parrocchiale. Costruita nel 1967-68 in sostituzione della vecchia chiesa omonima. |
|          |         | Chiesa dei Santi Pietro e Paolo                            | Fondata XIII secolo, edificio odierno XV secolo      | Collepietra 46°29′09.21″N 11°27′18.39″E                                         | Duecentesca ma citata solo nel 1322, era dedicata inizialmente ai santi Pietro e Giacomo, e poi ai santi Pietro e Paolo. Un rimaneggiamento gotico avvenne nel 1430 e poi, nel 1664, venne rifatta l'abside; nel 1984-86 le è stata addossata la nuova chiesa che l'ha sostituita come parrocchiale.                                                                                              |
|          |         | Chiesa dei Santi Pietro e Paolo                            | XX secolo                                            | Collepietra 46°29′09.69″N 11°27′18.76″E                                         | Parrocchiale, costruita nel 1984-86 addossata alla vecchia chiesa omonima. |
|          |         | Chiesa di San Valentino                                    | Fondata XIII-XIV secolo, edificio odierno XVI secolo | San Valentino in Campo 46°26′17.75″N 11°28′25.83″E                              | Parrocchiale. Chiesa duecentesca, citata nel 1244: di questa struttura restano le mura della navata e l'abside; tra il 1520 e il 1549 vennero costruiti il coro e il campanile (la cui attuale cuspide è del 1887), e la navata venne rifatta, mantenendo le mura dell'originale, nel Settecento, e poi ulteriormente rialzata negli anni 1890. Nel 1989-90 vennero aggiunte due navate laterali. |
|          |         | Chiesa di San Vito                                         | Citata XIV secolo, edificio odierno XV secolo        | Cornedo 46°29′23.58″N 11°24′30.1″E                                              | Parrocchiale. Di fondazione duecentesca e documentata dal 1375, venne interamente ricostruita nel 1490 circa, recuperando solo la parte inferiore del campanile; l'interno è stato rimaneggiato in forme neogotiche nel 1867-69. |
|          |         | "Chiesetta Pitschider"                                     | XVII secolo                                          | Pezzei 46°27′34.6″N 11°31′35.08″E                                               | Edificata nel corso Seicento. |
| Cappelle |         |                                                            |                                                      |                                                                                 | |
|          |         | Cappella dell'Addolorata                                   | XIX secolo                                           | Località Zipperle, a est di San Valentino di Sopra 46°26′47.13″N 11°29′34.86″E  | Cappella di pertinenza del maso Zipperle, costruita nel 1836. |
|          |         | Cappella della Santa Croce                                 | XIX secolo                                           | Località isolata a ovest di Cornedo 46°29′20.69″N 11°24′00.29″E                 | Cappella situata presso il maso Bischof, costruita nell'Ottocento. |
|          |         | Cappella di Maria Ausiliatrice                             | XVIII secolo                                         | Collepietra 46°28′48.64″N 11°27′44.26″E                                         | Edificata nel 1797 in memoria della resistenza contro i francesi. |
|          |         | Cappella del Monte degli Ulivi, o "chiesetta Veltun"       | XIX secolo                                           | Tra San Valentino in Campo e San Valentino di Sopra 46°26′42.32″N 11°29′03.45″E | Costruita nel 1833 per volontà di tal Anton Pichler, per fungere da stazione per le processioni. |
|          |         | Cappella del Santo Sepolcro                                | XVII secolo                                          | A nord di San Valentino di Sopra 46°26′54.49″N 11°28′53.46″E                    | Cappella del maso Untersoler, sicuramente esistente nel 1687, data riportata sopra la porta. |
|          |         | "Cappella Eggenbach"                                       | XIX secolo                                           | Eggenbach, lungo la SS241 46°27′19.35″N 11°25′45.88″E                           | Edificata nella prima metà dell'Ottocento. |
|          |         |                                                            | XIX secolo                                           | Località isolata tra Drimbler e Brentwaldner 46°27′51.43″N 11°25′23.8″E         | Cappella di pertinenza del maso Bauer, costruita nell'Ottocento. |

## Comune di Fiè allo Sciliar
| Esterno  | Interno | Nome                                      | Periodo storico                                      | Ubicazione                                                                     | Informazioni |
| -------- | ------- | ----------------------------------------- | ---------------------------------------------------- | ------------------------------------------------------------------------------ | --- |
|          |         | Chiesa di Sant'Antonio                    | XVII secolo                                          | Sant'Antonio 46°31′28.28″N 11°30′28.9″E                                        | Costruita alla fine del Seicento e consacrata nel 1712. |
|          |         | Chiesa di Sant'Antonio di Padova          | XIX secolo                                           | Prato all'Isarco 46°29′57.5″N 11°27′09.2″E                                     | Parrocchiale. Eretta nel 1837 rimaneggiando l'antico albergo "Zum Kalten Keller", per sopperire alla distruzione della cappella di San Sebastiano (duecentesca o seicentesca secondo altre fonti), ritenuta troppo piccola e poi demolita nel 1867 per far posto alla ferrovia del Brennero; la consacrazione è avvenuta nel 1840. |
|          |         | Chiesa di Santa Caterina                  | Citata XIII secolo, edificio odierno XVI secolo      | Santa Caterina di Brié 46°28′44.04″N 11°29′49.86″E                             | Citata nel 1293, verso il 1506 venne parzialmente ricostruita in stile gotico, conservando la base del campanile e le mura della navata. |
|          |         | Chiesa di San Costantino                  | Fondata XIII secolo, edificio odierno XVI secolo     | San Costantino 46°32′10.31″N 11°31′30.7″E                                      | Risalente probabilmente al 1200 circa, è citata per la prima volta nel 1281; nel 1506 venne quasi completamente rifatta in stile gotico, recuperando le parti inferiori della navata e del campanile; l'attuale cupola a cipolla di quest'ultimo è settecentesca. |
|          |         | Chiesa di San Giovanni Battista           | Fondata XII-XIII secolo, edificio odierno XIX secolo | Aica di Fiè 46°29′29.88″N 11°29′10.51″E                                        | Parrocchiale. La prima chiesa venne costruita nel XII o nel XIII secolo ed è citata nel 1324. Nel 1400 circa venne rifatta la volta della navata, nel 1500 venne rialzato il campanile, e nel 1816-20 venne costruita l'odierna navata, trasformando parte della precedente, assieme con l'abside, in sagrestia. |
|          |         | Chiesa di Santa Margherita                | Citata XIV secolo, edificio odierno XV-XVI secolo    | Fiè di Sopra 46°30′58.27″N 11°30′24.42″E                                       | Una prima chiesa sul posto, dedicata a san Lorenzo, è citata nel 1397; al suo posto venne eretta a fine Quattrocento la struttura attuale (consacrazione 1502), rimaneggiata già nel 1590 con l'aggiunta della volta a reticolo e la ricostruzione del campanile. |
|          |         | Chiesa di Santa Maria Assunta             | Citata XII secolo, edificio odierno XVI secolo       | Fiè allo Sciliar 46°31′03.85″N 11°30′10.34″E                                   | Parrocchiale. Una chiesa romanica è documentata nel 1170, incorporata nell'abbazia di Novacella nel 1257. Ricostruita in stile gotico nel 1440 dopo un grave incendio, venne demolita e ricostruita completamente tra il 1515 e il 1550 circa; un altro incendio nel 1703 comportò il rifacimento del tetto e, con l'occasione, anche venne rialzato il campanile; il presbiterio, rimaneggiato in forme barocche nel 1741-43, venne demolito e ricostruito a inizio Novecento. Ingenti danni vennero causati anche dai bombardamenti della seconda guerra mondiale. |
|          |         | Chiesa di San Martino                     | Citata XIV secolo, edificio odierno XVII secolo      | Umes 46°30′13.19″N 11°31′07.74″E                                               | Una chiesa a Umes è attestata nel 1326; distrutta da una frana, venne ricostruita nel 1610 nella posizione attuale, recuperando elementi dalla vecchia struttura (come il portale d'accesso). L'abside venne poi rifatta nel 1683. |
|          |         | Chiesa di San Nicolò                      | XIII secolo, edificio odierno XVI secolo             | Presule 46°30′12″N 11°29′56.42″E                                               | Edificata nel corso del Duecento, raggiunse le forme attuali con un rimaneggiamento del 1520 circa, quando vennero rifatti la volta, il portale e il campanile. |
|          |         | Chiesa di San Pietro in Colle             | Fondata XII secolo                                   | Fiè allo Sciliar 46°31′02.59″N 11°29′51.07″E                                   | Costruita nel corso del XII secolo, viene citata solo a partire dal 1372; nel 1498 venne rialzato il campanile e rifatta la volta della navata. |
| Cappelle |         |                                           |                                                      |                                                                                | |
|          |         | Cappella di Sant'Anna                     | XVI secolo                                           | Presule 46°30′19.56″N 11°29′44.29″E                                            | Cappella di Castel Presule, costruita verso il 1525. |
|          |         | Cappella di San Cassiano                  | XVIII secolo                                         | Località isolata sullo Sciliar 46°30′12″N 11°34′48.4″E                         | Costruita nel 1797 per volontà di tal Maria Kritzinger, inizialmente dedicata alla Madonna, e ora a san Cassiano. |
|          |         | Cappella di San Martino                   | XVII secolo                                          | Aica di Sotto 46°29′46.14″N 11°27′39.52″E                                      | Cappella del maso Gmoaner, seicentesca. |
|          |         | Cappella della Madonna del Buon Consiglio |                                                      | Aica di Fiè 46°29′44.56″N 11°28′41.84″E                                        | Cappella posta presso il maso Guntschöller. |
|          |         | Cappella di San Michele                   | XII secolo                                           | Fiè allo Sciliar 46°31′03.33″N 11°30′10.29″E                                   | Cappella cimiteriale con cripta, risalente al XII secolo; incendiatasi nel 1440, venne parzialmente ricostruita in stile gotico entro il 1470, conservando tra l'altro la cripta; oggi funge da museo parrocchiale. |
|          |         |                                           | Citata XVIII secolo                                  | Località isolata tra Aica di Sopra e Aica di Sotto 46°29′38.83″N 11°28′31.33″E | Cappella del maso Innerpeskoller, documentata nel 1736. |
|          |         |                                           | XVII secolo                                          | Località isolata tra Santa Caterina e Aica 46°29′11.64″N 11°29′58.33″E         | Cappella del maso Kompatscher, costruita nel Seicento (sulla facciata è riportata la data 1695). |

## Comune di Meltina
| Esterno  | Interno | Nome                                          | Periodo storico                                  | Ubicazione                                                              | Informazioni |
| -------- | ------- | --------------------------------------------- | ------------------------------------------------ | ----------------------------------------------------------------------- | --- |
|          |         | Chiesa dei Santi Biagio e Silvestro           | Fondata XIII secolo, edificio odierno XVI secolo | Frassineto 46°33′51.63″N 11°15′56.75″E                                  | Citata nel 1325 ma risalente almeno al XII secolo, venne ampliata nel 1500 circa con l'aggiunta del coro, il rialzamento del campanile e il rifacimento del soffitto. Venne colpita da un grave incendio nel 1620, a cui seguì la ristrutturazione con alcuni rimaneggiamenti, tra cui il rifacimento della volta e la ricostruzione della facciata. . |
|          |         | Chiesa di San Giacomo Maggiore                | Citata XIV secolo, edificio odierno XVI secolo   | Località Lavenna 46°35′07″N 11°16′53″E                                  | Documentata nel 1309, venne ampliata nel corso del Trecento, e poi soprattutto all'inizio del Cinquecento, mantenendo il campanile originale. Chiusa per le disposizioni giuseppine, venne riaperta al culto soltanto nel 1910. |
|          |         | Chiesa di San Giorgio                         | Citata XIV secolo                                | Località isolata tra Vallesina e Frassineto 46°33′58.69″N 11°15′12.55″E | Eretta quantomeno nel Duecento all'epoca delle crociate (come si desume tra l'altro dalla croce gerusalemita sul frontone), ma secondo altre fonti addirittura nel XI secolo, è però documentata solo dal 1320. Venne rimaneggiata intorno al 1500 e nel 1609, e nell'Ottocento venne inserito l'attuale soffitto ligneo; in epoca imprecisata si colloca anche la sostituzione dell'originale campanile a vela con l'odierna torretta in legno.                                                                                                 |
|          |         | Chiesa di Santa Maria Assunta                 | Citata V secolo, edificio odierno IV-VI secolo   | Meltina 46°35′11″N 11°15′22″E                                           | Parrocchiale. La prima citazione della parrocchia di Meltina risale al 1242, ma la presenza di una chiesa nel paese è documentata già nel 400 circa. Tre campate della navata e la base del campanile sono due o trecenteschi, mentre il coro venne ricostruito nel 1482-89, e nello stesso periodo venne sopraelevata la torre campanaria; la volta venne sostituita verso il 1530, dal 1642-51 la navata venne allungata e nel 1671 venne fatta la nuova cuspide del campanile. Nel 1910 la facciata barocca venne rifatta in stile neogotico. |
|          |         | Chiesa di Sant'Udalrico (o Ulrico o Ulderico) | Fondata XIV secolo, edificio odierno XV secolo   | Località Gschleier 46°35′15.28″N 11°14′26.28″E                          | Abside e campanile a vela risalgono al Due o al Trecento, mentre il resto della struttura deriva da una ricostruzione quattrocentesca. Durante un restauro del 1859-64 la navata enne accorciata di tre metri, e nel 1914 viene ricostruita la parte settentrionale, che era crollata. |
|          |         | Chiesa di San Valentino                       | XVIII secolo                                     | Salonetto 46°34′32.84″N 11°14′15.32″E                                   | La chiesa primigenia di Salonetto (oggi dedicata a san Valentino di Mais, ma in origine probabilmente a san Lorenzo) si trovava nel bosco a ovest del paese; rimaneggiata nel Trecento, venne demolita nel 1769, e di essa restano alcuni ruderi. Parte dei materiali venne reimpiegata per la costruzione dell'attuale edificio, che sorse entro il 1771. |
| Cappelle |         |                                               |                                                  |                                                                         | |
|          |         | Cappella di Sant'Anna                         | XV secolo                                        | Meltina 46°35′10.85″N 11°15′21.81″E                                     | Cappella cimiteriale romanica, secondo alcune ipotesi potrebbe essere stata la prima chiesa di Meltina; raggiunse le forme attuali con un ampliamento del 1450 circa. |

## Comune di Nova Levante
| Esterno  | Interno | Nome                                                     | Periodo storico                                | Ubicazione                                                                             | Informazioni |
| -------- | ------- | -------------------------------------------------------- | ---------------------------------------------- | -------------------------------------------------------------------------------------- | --- |
|          |         | Chiesa (o cappella) di San Giuseppe                      | XIX secolo                                     | Carezza 46°24′29.09″N 11°35′23.14″E                                                    | Costruita nel 1897 dall'Associazione degli Hotel delle Alpi, ad uso dei numerosi ospiti della località turistica; venne acquistata dalla parrocchia di Nova Levante nel 1976 e fatta ampliare nel 1982-83, data della consacrazione. |
|          |         | Chiesa dei Santi Ingenuino e Albuino                     | Fondata XII secolo, edificio odierno XX secolo | Nova Levante 46°25′48.69″N 11°32′20.55″E                                               | Parrocchiale. Una prima chiesa sorse probabilmente intorno al 1100 (comunque sicuramente ante-1250), ed è menzionata nel 1298. Una nuova chiesa classicista sorse nel 1827-28, sostituita già nel 1965-67 dall'edificio attuale; della chiesa primigenia resta solamente il campanile, la cui cupola comunque è settecentesca.                                                                                            |
|          |         | Chiesa di San Sebastiano, o dei Santi Sebastiano e Rocco | XVII secolo                                    | Nova Levante 46°25′41.3″N 11°32′40.91″E                                                | Costruita nel 1662-66 a scioglimento di un voto fatto durante la peste del 1635, probabilmente al posto di una precedente struttura romanica. |
| Cappelle |         |                                                          |                                                |                                                                                        | |
|          |         | Cappella di San Giuseppe                                 | XIX secolo                                     | Località isolata tra Carezza e Nova Levante 46°25′18.94″N 11°33′58.43″E                | Cappella presso il maso Ladritscher (o Dritscher), costruita a fine Ottocento dal proprietario, Anton Pardeller, al posto di un preesistente pilone votivo; nel 1987 è stata restaurata e dotata di campanile. |
|          |         | Cappella dell'Immacolata                                 | XIX secolo                                     | Località isolata tra Carezza e Nova Levante 46°25′37.77″N 11°33′36.26″E                | Cappella del maso Sohler, contenente una copia della grotta di Lourdes; la data di costruzione è ignota, collocabile forse verso la metà dell'Ottocento. |
|          |         | Cappella della Madonna                                   | XIX secolo                                     | Località isolata tra Carezza e Nova Levante 46°25′08.33″N 11°34′10.28″E                | Cappella del maso Pitschöler, edificata verso il 1880 (o a inizio Ottocento secondo altre fonti). |
|          |         | Cappella della Madonna                                   | XIX secolo                                     | Località isolata tra Carezza e Nova Levante 46°25′21.68″N 11°33′24.32″E                | Cappella del maso Unterpoppener, eretta a fine Ottocento ampliando una preesistente edicola; più volte danneggiata dalle alluvioni, in particolare quella del 1966, è stata infine restaurata; la benedizione è avvenuta nel 1983. |
|          |         | Cappella della Madonna                                   | XIX secolo                                     | Località isolata a sud di Nova Levante 46°24′46.5″N 11°32′34.44″E                      | Cappella del maso Geiger, intitolata alla "Madonna del Santo Scapolare" e costruita nel 1862 (o nel 1874) dall'allora proprietario del maso Johann Kircher. |
|          |         | Cappella della Madonna                                   | XX secolo                                      | Località isolata tra San Valentino in Campo e Nova Levante 46°26′17.81″N 11°30′31.15″E | Cappella del maso Türk, costruita nel 1975 dagli allora proprietari, i fratelli Zelger, al posto di un preesistente pilone votivo. |
|          |         | Cappella della Madonna                                   | XX secolo                                      | Nova Levante 46°25′33.65″N 11°32′58.04″E                                               | Cappella del maso Ribitzer, costruita nel 1952, a scioglimento di un voto dopo che tutti i figli della famiglia Kompatscher tornarono salvi dalla seconda guerra mondiale. |
|          |         | Cappella della Madonna, o "cappella di Lengeria"         | XX secolo                                      | Località isolata a nord di Nova Levante 46°26′30.48″N 11°32′08.88″E                    | Nel 1852 un crocifisso sul posto venne sostituito con un pilone votivo (eretto da Michael Seehauser, proprietario del maso Zyprian); provvisto di una statua della Pietà, portata a spalla da Rencio da un'anziana del posto, il pilone divenne meta di pellegrinaggio, specialmente durante il periodo delle opzioni e nella seconda guerra mondiale, e al termine del conflitto venne rimpiazzato dall'attuale cappella |
|          |         | Cappella della Madonna di Loreto                         | XX secolo                                      | Località isolata tra Carezza e Nova Levante 46°25′15.38″N 11°33′34.6″E                 | Cappella del maso Oberpoppener; una prima vecchia cappella si trovava in altra posizione, in una cavità detta "Berger"; dovette essere demolita per far spazio alla SS 241, così il proprietario, Ludwig Wiedenhofer, costruì l'attuale nel 1937. |
|          |         | Cappella della Madonna del Rosario                       | XIX secolo                                     | Località isolata tra San Valentino in Campo e Nova Levante 46°25′44.07″N 11°30′00.75″E | Cappella del maso Kohler; costruita al posto di un crocifisso nel Settecento, venne ricostruita a seguito di un incendio nel 1848. |
|          |         | Cappella di Sant'Ottilia                                 | XIX secolo                                     | Località isolata a nord-est di Nova Levante 46°26′19.47″N 11°33′58.54″E                | Cappella del maso Frommer, eretta nell'Ottocento e consacrata nel 1868. La costruzione seguì un voto fatto dal proprietario, Anton Pardeller, che chiese l'intercessione per la guarigione della figlioletta, cieca dalla nascita; la fanciullia recuperò la vista già durante i lavori, per questo la cappella venne intitolata a santa Ottilia, invocata contro le malattie oculari.                                    |

## Comune di Nova Ponente
| Esterno  | Interno | Nome                                                                                | Periodo storico                                     | Ubicazione                                                                         | Informazioni |
| -------- | ------- | ----------------------------------------------------------------------------------- | --------------------------------------------------- | ---------------------------------------------------------------------------------- | --- |
|          |         | Chiesa di Sant'Agata                                                                | Citata XIV secolo, edificio odierno XV secolo       | Località isolata a nordest di Nova Ponente 46°25′27.19″N 11°26′49.42″E             | Situata poco distante dal maso Unterkofl, viene citata per la prima volta nel 1332, e quindi ampliata e rimaneggiata in stile gotico verso il 1410 (periodo a cui risalgono, tra le altre coste, la volta e l'abside). |
|          |         | Chiesa di Sant'Elena                                                                | XII secolo                                          | Località isolata a sudest di Nova Ponente 46°24′31.11″N 11°27′32.05″E              | Un luogo di culto sul posto è attestato dai documenti nel 1311 (o 1318), ma doveva esistere già almeno nel XII secolo; a inizio Quattrocento la chiesa venne affrescata e riconsacrata (1410). Tra il Quattro e il Cinquecento venne eretto o rialzato il campanile, mentre il protiro venne aggiunto nell'Ottocento. |
|          |         | Santuario della Madonna di Pietralba, o chiesa della Beata Maria Vergine Addolorata | Fondata XVI secolo, edificio odierno XVIII secolo   | Pietralba 46°23′30.11″N 11°24′46.56″E                                              | Stando alla tradizione, nel 1553 un tal Leonhard Weißensteiner, gravemente malato, trovò sul luogo dove si erge il santuario una statuina della Vergine Maria, ricevendo quindi un'apparizione della stessa, seguita da una guarigione miracolosa; per ringraziamento egli eresse così una prima cappellina, ora integrata nella chiesa (a sinistra sotto la cantoria). Il sito divenne rapidamente meta di numerosi pellegrinaggi, portando alla costruzione di una chiesa tra il 1638 e il 1673. Nel 1719-22 i Serviti la ampliarono e costruirono il convento, e poi la chiesa venne rimaneggiata in stile barocco nel 1753, realizzando contemporaneamente anche la cupola e le torrette in facciata. Chiuso il santuario nel 1787 per le disposizioni giuseppine e anche parzialmente distrutto, venne riaperto e ricostruito nel 1836. |
|          |         | Chiesa di San Nicolò                                                                | Fondata XIV secolo, edificio odierno XVII secolo    | Ega 46°24′35.51″N 11°30′15.9″E                                                     | Parrocchiale. La prima chiesa sul posto sorse verso il 1300; nel corso del Quattrocento venne impostato un coro gotico nella base del campanile, e nel 1518 venne rifatta la cuspide della torre. Nella seconda metà del Seicento venne costruita la nuova navata, allungata nel 1858-64 di una campata, in cui venne inserita anche la cantoria. |
|          |         | Chiesa di San Pietro                                                                | Citata XII secolo, edificio odierno XVI-XVII secolo | Monte San Pietro 46°23′49.38″N 11°23′30.18″E                                       | Parrocchiale. Una prima chiesa è attestata già nel 1186. Nel Quattrocento venne aggiunta la cappella laterale tuttora esistente, nel Cinquecento l'abside poligonale, nel Seicento sorsero le navate attuali e nel Settecento venne rifatta la copertura; della chiesa originale restano soltanto il campanile e parte della navata principale. |
|          |         | Chiesa dei Santi Udalrico e Volfango                                                | Citata XIII secolo, edificio odierno XV secolo      | Nova Ponente 46°24′51.88″N 11°25′34.98″E                                           | Parrocchiale. Nel 1265 è citata una chiesa intitolata a san Benedetto, a cui si affianca dal Trecento sant'Udalrico; a questo edificio risale ancora la base del campanile, rialzato nel Quattrocento. Dal 1455 cominciò la ricostruzione della struttura, consacrata nel 1498 al solo sant'Udalrico, affiancato già pochi anni dopo da san Volfango. Nel 1793 venne fatta la cupola del campanile e nell'Ottocento venne ampliata la sagrestia. |
| Cappelle |         |                                                                                     |                                                     |                                                                                    | |
|          |         | Cappella di Sant'Antonio                                                            | XIX secolo                                          | Ponte Nova 46°25′29.26″N 11°28′52.74″E                                             | Cappella di pertinenza della vicina residenza Birchabrucker, edificata nel 1880. |
|          |         | Cappella di San Floriano                                                            | XIX-XX secolo                                       | Località isolata a nordovest di San Valentino in Campo 46°26′56.33″N 11°25′59.79″E | Cappella presso il maso Halser, costruita a cavallo tra Otto e Novecento. |
|          |         | Cappella di San Floriano                                                            | XIX secolo                                          | San Floriano d'Ega 46°23′10.86″N 11°31′11.37″E                                     | Cappella del maso Zischg, costruita nel 1895 (data riportata sulla volta). |
|          |         | Cappella di San Giuseppe                                                            | XX secolo                                           | Nova Ponente 46°24′47.8″N 11°25′49.99″E                                            | Cappella della casa di riposo di Nova Ponente, costruita nel 1928. |
|          |         | Cappella di San Leonardo                                                            | Fondata XVIII secolo, edificio odierno XIX secolo   | Pietralba 46°23′45.09″N 11°25′16.71″E                                              | Costruita nel 1714, poi demolita, venne riedificata nel 1869. |
|          |         | Cappella della Madonna                                                              | XX secolo                                           | Località isolata tra Ega e Ponte Nova 46°25′14.57″N 11°29′41.49″E                  | Posta presso il maso Kob, venne costruita all'inizio del Novecento. |
|          |         | Cappella della Madonna                                                              | XIX secolo                                          | Località Hennewinkl 46°24′12.15″N 11°24′56.29″E                                    | Cappella del maso Flaschtaler, consacrata nel 1878. |
|          |         | Cappella della Madonna di Lourdes, o "cappella Pfösl"                               | XIX secolo                                          | Appena a sudest di Nova Ponente 46°24′31.02″N 11°26′35.73″E                        | Eretta nel 1896. |
|          |         | Cappella della Madonna del Soccorso (o dell'Aiuto)                                  | XIX secolo                                          | Località isolata tra Stadt e San Floriano d'Ega 46°23′46.62″N 11°31′28.42″E        | Situata presso il maso Dorfer, è stata edificata nel 1831. |
|          |         | Cappella della Madonna del Soccorso                                                 | XX secolo                                           | Località isolata a sudest di Moos 46°23′29.97″N 11°27′48.9″E                       | Cappella di pertinenza del maso Oberganischer, costruita a inizio Novecento. |
|          |         | Cappella di Santa Margherita, o "cappella Schnader"                                 | XIX secolo                                          | Località isolata a nordovest di Nova Ponente 46°25′27.36″N 11°22′42.54″E           | Costruita nel corso dell'Ottocento. |
|          |         | Cappella di San Martino                                                             | XX secolo                                           | Località Manee 46°26′35.74″N 11°24′08.97″E                                         | Cappella del maso Tschuffler, consacrata nel 1917. |
|          |         | Cappella del Rosario                                                                | XVIII-XIX secolo                                    | Località isolata a nordovest di Monte San Pietro 46°24′01.97″N 11°22′09.71″E       | Cappella di pertinenza del maso Tschengg, costruita tra il Sette e l'Ottocento. |
|          |         |                                                                                     | XX secolo                                           | Località isolata a sudest di Nova Ponente 46°23′46.84″N 11°26′34.57″E              | Cappella del maso am Pichl, rinnovata nel 1938. |

## Comune di Ortisei
| Esterno  | Interno | Nome                                                                  | Periodo storico                                  | Ubicazione                                                         | Informazioni |
| -------- | ------- | --------------------------------------------------------------------- | ------------------------------------------------ | ------------------------------------------------------------------ | --- |
|          |         | Chiesa di Sant'Anna                                                   | Citata XV secolo, edificio odierno XVI secolo    | Ortisei 46°34′38.45″N 11°40′32.71″E                                | Chiesa cimiteriale, citata nel 1425; assunse la forma odierna verso il 1515, con l'aggiunta del campanile nel 1799. |
|          |         | Chiesa di Sant'Antonio                                                | Citata XV secolo, edificio odierno XVII secolo   | Ortisei 46°34′25.28″N 11°40′24.85″E                                | Citata nel 1430, venne ricostruita nel 1673 (consacrazione nel 1680) e ulteriormente rimaneggiata nel 1776 (consacrazione nel 1780); al 2015, vi si tengono le celebrazioni della comunità evangeliche. |
|          |         | Chiesa di San Giacomo                                                 | Fondata XII secolo, edificio odierno XIV secolo  | Località isolata a nord di San Giacomo 46°34′24.16″N 11°41′39.27″E | Anticamente chiesa madre di tutta la vallata, venne costruita entro il 1181 (data riportata nel campanile) ed è documentata dal 1283; venne parzialmente ricostruita dopo un incendio nel Trecento, rimaneggiata nel Quattrocento e poi di nuovo nel Seicento. |
|          |         | Chiesa di Sant'Ulrico e dell'Epifania del Signore, o di Sant'Ulderico | Citata XIV secolo, edificio odierno XVIII secolo | Ortisei 46°34′30.72″N 11°40′17.76″E                                | Parrocchiale. Una prima chiesa dedicata a sant'Ulrico, situata accanto alla cimiteriale di Sant'Anna, è documentata almeno dal 1342. Divenuta troppo piccola per le esigenze della popolazione, venne demolita nel 1744 e ricostruita entro il 1749, ma il nuovo edificio dimostrò immediatamente ingenti problemi strutturali, causandone la chiusura nel 1790. La nuova parrocchiale venne costruita nella posizione odierna nel 1791-96 (consacrazione nel 1797), con l'aggiunta del transetto nel 1906-07. |
| Cappelle |         |                                                                       |                                                  |                                                                    | |
|          |         | Cappella della Santa Croce                                            | XVIII secolo                                     | Rasciesa 46°36′02.58″N 11°39′15.14″E                               | Cappella barocca costruita nel 1752, e poi rimaneggiata più volte. |
|          |         | Cappella ai caduti, o cappella dei morti                              | XX secolo                                        | Ortisei 46°34′31.55″N 11°40′18″E                                   | Costruita dopo la prima guerra mondiale, in memoria dei soldati caduti al fronte. |
|          |         | "Cappella Beché"                                                      |                                                  | Ortisei 46°34′30.32″N 11°40′09.8″E                                 | |
|          |         | "Cappella da Poz"                                                     | XIX secolo                                       | Ortisei 46°34′19.7″N 11°40′54.31″E                                 | Cappella ottocentesca a due piani, di cui quello inferiore ad uso profano. |

## Comune di Renon
| Esterno  | Interno | Nome                                                         | Periodo storico                                      | Ubicazione                                                                | Informazioni |
| -------- | ------- | ------------------------------------------------------------ | ---------------------------------------------------- | ------------------------------------------------------------------------- | --- |
|          |         | Chiesa di Sant'Andrea                                        | XIV secolo                                           | Antlas 46°32′50.14″N 11°30′08.45″E                                        | Un primo edificio romanico, costruito verso la metà del Trecento, venne sostituito intorno al 1390 dalla struttura odierna; il campanile venne aggiunto nel corso del Quattrocento (o del Cinquecento secondo altre fonti). |
|          |         | Chiesa di Sant'Antonio, o di Sant'Antonio da Padova          | XVII secolo                                          | Collalbo 46°32′12.79″N 11°27′48.52″E                                      | Costruita nel 1672-73, e poi ampliata nel 1767 allorché Collalbo divenne una meta estiva assai gettonata. |
|          |         | Chiesa della Santa Croce                                     | Fondata XVII secolo, edificio odierno XIX secolo     | Caminata 46°32′46.27″N 11°26′43.07″E                                      | Una prima cappella dedicata alla santa Croce sorgeva sul posto dal Seicento; nel 1895-96 Franz von Zallinger-Stillendorf, proprietario della residenza adiacente, fece edificare la chiesa attuale, su progetto di Josef Bittner che la realizzò come copia della chiesa di Santa Valburga di Covelano (Silandro). |
|          |         | Chiesa dei Santi Giorgio e Giacomo                           | Fondata XII secolo, edificio odierno XIII secolo     | Località isolata a sud di Maria Assunta 46°31′14.96″N 11°23′50.11″E       | Fondata probabilmente nel XII secolo, è citata per la prima volta nel 1289; abside e navata vennero ricostruiti proprio nel Duecento, poi nel 1400 sorse il campanile, e nel 1510 circa venne realizzato il portale d'accesso; altre modifiche minori vennero fatte intorno al 1625. |
|          |         | Chiesa di San Giovanni Battista, o di San Giovanni am Kofl   | Citata XV secolo, edificio odierno XVI secolo        | Località isolata a sudovest di Vanga 46°32′58.65″N 11°22′07.62″E          | Costruita sulla cima del monte San Giovanni (Johanneskofel), un'altura che sovrasta la gola del Talvera, questa chiesa è documentata nel 1444, ma è certamente più antica. L'edificio venne ricostruito intorno al 1519, con consacrazione nel 1529. |
|          |         | Chiesa di San Giuseppe                                       | XVII secolo                                          | Campodazzo 46°31′59.02″N 11°29′25.97″E                                    | Parrocchiale. Costruita nel 1654, dopo la fine dell'epidemia di peste del 1636; rinnovata nel 1787, nel 1894 venne aggiunta la cantoria. A Campodazzo si trovavano anche una chiesa dell'Addolorata, cinquecentesca, e una cappella dell'ordine teutonico, seicentesca, entrambe abbattute per permettere l'ampliamento della strada del Brennero. |
|          |         | Chiesa di San Giuseppe                                       | XVIII secolo                                         | Costalovara 46°31′30.63″N 11°25′30.86″E                                   | Costruita nel 1726. |
|          |         | Chiesa di San Leonardo                                       | Fondata XIII secolo, edificio odierno XV-XVI secolo  | Auna di Sopra 46°33′39.04″N 11°24′49.26″E                                 | Parrocchiale. Fondata nel Duecento, venne dotata del coro gotico nel 1460, nel Cinquecento venne rifatta la volta della navata; nel 1846 venne sostituito il tetto del campanile e sempre nell'Ottocento venne rinnovata la parete nord della navata e aggiunta la sagrestia. |
|          |         | Chiesa di Santa Lucia                                        | Fondata ante-XI secolo, edificio odierno XVII secolo | Auna di Sotto 46°30′43.25″N 11°26′38.55″E                                 | Parrocchiale. Chiesa assai antica, di fondazione sicuramente antecedente all'anno mille, fu matrice per tutto l'altopiano del Renon fino al 1211, quando perse il titolo in favore di Longomoso. Il primo edificio romanico, ampliato nel XII secolo e poi ancora nel 1272-723 con l'aggiunta della navata sinistra, venne ristrutturato in forme gotiche e ingrandito nel 1502-03. Seguì nel 1511 l'erezione del campanile, provvisto nel 1543 dell'orologio. Nel 1724-29 la chiesa venne fortemente rimaneggiata in stile barocco, ricostruendo il coro e rimuovendo la volta e i pilastri, e poi di nuovo in stile neoromanico nel 1884-87. |
|          |         | Chiesa di Santa Maria Assunta                                | XVII secolo                                          | Maria Assunta 46°31′27.16″N 11°23′28.37″E                                 | Fondata nel 1668 per volontà di Mathias von Kreuzer (borgomastro di Bolzano nel 1671-72), quando la zona cominciò a diventare meta estiva per gli abitanti del fondovalle bolzanino, venne ampliata nel 1791-95; è stata parrocchiale dal 1959 fino al 1989, quando è stata sostituita dalla chiesa del Beato Rupert Mayer. |
|          |         | Chiesa di Santa Maria Assunta                                | Fondata XIII secolo, edificio odierno XV-XVI secolo  | Longomoso 46°32′31.47″N 11°28′01.35″E                                     | Parrocchiale. Citata nel 1211, questo primo edificio romanico era dedicato a sant'Udalrico, intitolazione che mantenne anche dopo una riedificazione tra il 1225 e il 1300. Nel 1400 circa vennero aggiunti il coro e la cripta e ristrutturata in forme gotiche la navata, la cui volta venne sostituita nel 1513-14; il campanile è ancora quello romanico, così come il portale d'accesso. |
|          |         | Chiesa (o cappella) di Maria Einsiedeln                      | XVIII secolo                                         | Maria Assunta 46°31′23.75″N 11°23′24.05″E                                 | Fatta costruire intorno al 1700 dalla famiglia Gummer, passando poi ai conti Toggenburg. |
|          |         | Chiesa (o santuario) di Maria Saal                           | XVII secolo                                          | Monte di Mezzo 46°33′24.41″N 11°28′29.09″E                                | Costruita nel Seicento, venne ampliata nel 1719. |
|          |         | Chiesa di San Martino                                        | Citata XVI secolo, edificio odierno XVIII secolo     | Signato 46°30′28.99″N 11°23′54.4″E                                        | Una cappella intitolata a san Martino è citata nel 1551; dopo una prima ristrutturazione nel 1772, venne ampliata nel 1868, raggiungendo le forme attuali. |
|          |         | Chiesa di San Maurizio                                       | XX secolo                                            | Costalovara 46°31′17″N 11°25′26.21″E                                      | Chiesa del soggiorno estivo degli Alpini, costruita insieme a tutto il complesso negli anni 1960. |
|          |         | Chiesa di San Nicolò                                         | Citata XIII secolo, edificio odierno XV secolo       | Monte di Mezzo 46°33′10.31″N 11°28′42.65″E                                | Citata per la prima volta nel 1289, nel 1400 circa venne aggiunto il coro e sopraelevata la navata. Il campanile, aggiunto nel Trecento, venne dotato della cupola a cipolla nel Settecento. |
|          |         | Chiesa di Santa Ottilia                                      | Citata XII secolo, edificio odierno XV-XIX secolo    | Longostagno 46°33′18.32″N 11°29′32.68″E                                   | Parrocchiale. La prima citazione di questa chiesa è del 1177, ma più vecchia forse di tutto un secolo; essa venne completamente ricostruita in stile gotico verso il 1400, ma già nel 1430 la nuova struttura venne pesantemente modificata. Nel 1860 e nel 1875 vennero aggiunti il transetto e due nuove campate nella navata, rifacendo la facciata e portando la chiesa alle dimensioni attuali. |
|          |         | Chiesa di San Pietro                                         | Citata XIV secolo, edificio odierno XVII secolo      | Siffiano 46°31′48.64″N 11°28′02.07″E                                      | Di origine trecentesca e documentata nel 1389, è probabile che questa chiesa sia sorta al posto di un più antico luogo di culto; nel Quattrocento venne costruito il campanile, poi rimaneggiato nel secolo successivo. Nel 1673 la chiesa venne modificata in stile barocco, rifacendo il coro e la volta della navata. |
|          |         | Chiesa di San Pietro                                         | Citata XIII secolo                                   | Vanga 46°33′35.1″N 11°22′54.53″E                                          | Parrocchiale. Sicuramente esistente nel 1210, quando Federico Vanga, oriundo del paese, la elevò a parrocchia (secondo alcune fonti, venne costruita per l'occasione). A fine Duecento-inizio Trecento venne rifatta la facciata in stile gotico, nel 1429 venne costruita la sagrestia, nel 1500 vennero fatte le finestre, nel 1581 venne aggiunta la navata laterale e nel 1606 vennero apportate considerevoli modifiche alle navate. |
|          |         | Chiesa del Beato Rupert Mayer                                | XX secolo                                            | Soprabolzano 46°31′45.01″N 11°24′22.93″E                                  | Parrocchiale. Costruita nel 1989-1991 per sostituire la chiesa parrocchiale di Santa Maria Assunta, situata fuori paese. |
|          |         | Chiesa di San Sebastiano                                     | Citata XI secolo, edificio odierno XVII secolo       | Località Eschenbach 46°30′25.79″N 11°25′55.56″E                           | Documentata indirettamente dal 1080, venne completamente ricostruita verso il 1300, e poi ulteriormente ingrandita e rimaneggiata nel 1637, a risoluzione di un voto fatto durante la peste del 1626. |
|          |         | Chiesa della Santa Trinità, o "Kobenkirchl"                  | Citata XII secolo, edificio odierno XV-XIX secolo    | Località isolata a nordest di Longostagno 46°34′19.93″N 11°29′48.21″E     | Definita "la chiesa più piccola del Tirolo", questa chiesetta, in cui trovano spazio non più di sei persone, è costruita al riparo di una cavità rocciosa. |
|          |         | Chiesa di Santa Verena                                       | Fondata XIII secolo, edificio odierno XVII secolo    | Località Pietrarossa 46°34′19.4″N 11°30′30.51″E                           | Chiesa di fondazione duecentesca, citata a partire dal 1256. Nel 1400 circa venne eretto il campanile, mentre nel 1460 venne rifatta la chiesa; nel corso del Seicento vennero ricostruite l'abside e la navata, riciclando in parte le murature precedenti. |
|          |         | Chiesa di San Vigilio                                        | Citata XVI secolo                                    | Vanga 46°33′39.91″N 11°23′01.96″E                                         | Citata nel 1518, venne ricostruita nel 1529, a cui seguì la consacrazione nel 1594. |
|          |         | Chiesa della Visitazione di Maria Vergine                    | XVIII secolo                                         | Località Madonnina/Gissmann 46°35′54.21″N 11°24′58.43″E                   | Costruita nel 1740 (o nel 1749), con l'aggiunta della cappella laterale nel 1760. |
| Cappelle |         |                                                              |                                                      |                                                                           | |
|          |         | Cappella di Lourdes                                          | XX secolo                                            | Auna di Sopra 46°33′38.48″N 11°24′49.13″E                                 | Cappella cimiteriale, inaugurata nel 1982. |
|          |         | Cappella di Santa Maddalena                                  | XVII secolo                                          | Maria Assunta 46°31′31.3″N 11°23′42.58″E                                  | Cappella di pertinenza di casa Zallinger, edificata nel 1640, con la successiva aggiunta del campanile. |
|          |         | Cappella della Madonna del Soccorso, o di Maria Ausiliatrice | XIX secolo                                           | Bad Sieß 46°34′10.05″N 11°27′39.09″E                                      | Cappella a due piani, costruita nel 1867 e restaurata nel 1994. |
|          |         | Cappella di Santa Maria della Neve                           | XVIII secolo                                         | Soprabolzano 46°31′42.6″N 11°24′09.5″E                                    | Costruita nel 1727. |
|          |         | Cappella di San Michele                                      | XVII secolo                                          | Auna di Sotto 46°30′42.76″N 11°26′38.68″E                                 | Cappella cimiteriale, costruita nel corso del Seicento; una nicchia laterale contiene una riproduzione della grotta di Lourdes risalente al 1898. |
|          |         | Cappella di San Michele                                      | XV secolo                                            | Longomoso 46°32′31.21″N 11°28′02.3″E                                      | Cappella dell'ex cimitero della parrocchiale; l'edificio, a due piani (di cui quello inferiore ad uso profano), è stato eretto nel Quattrocento. |
|          |         | Cappella di San Vito e Sant'Odilia                           | XVIII secolo                                         | Auna di Sopra 46°33′53.02″N 11°25′43.23″E                                 | Costruita nel 1756. |
|          |         |                                                              |                                                      | Lungo la SS12 a est di Longostagno 46°33′24″N 11°30′40.76″E               | Cappella di pertinenza del maso Törggele. |
|          |         |                                                              | XIX secolo                                           | Lungo la strada tra Pietrarossa e Longostagno 46°34′00.49″N 11°30′08.67″E | Cappella di pertinenza del maso Penzl, costruita entro il 1817, data riportata in facciata. |
|          |         |                                                              |                                                      | Longostagno 46°33′17.6″N 11°29′31.03″E                                    | Cappella cimiteriale, posta all'interno del cimitero di Longostagno. |
|          |         |                                                              |                                                      | Longostagno 46°33′18.03″N 11°29′31.34″E                                   | Cappella adiacente al cimitero di Longostagno. |
|          |         |                                                              |                                                      | Vanga 46°33′49.13″N 11°23′00.85″E                                         | |
|          |         |                                                              | XX secolo                                            | Vanga 46°33′34.63″N 11°22′55.66″E                                         | Cappella con grotta di Lourdes, posta lungo il sentiero che dal paese sale alla parrocchiale; in facciata è riportata la data 1923 |
|          |         |                                                              | XVIII secolo                                         | Lungo la strada tra Santa Giustina e Signato 46°30′04.54″N 11°23′45.25″E  | Cappella della residenza Kleinstein, affrescata nel 1750 circa. |
|          |         |                                                              |                                                      | Località isolata a nord di Longostagno 46°34′13.54″N 11°29′51.09″E        | Cappella presso il maso Neukob. |

## Comune di Sarentino
| Esterno  | Interno | Nome                                                           | Periodo storico                                    | Ubicazione                                                                          | Informazioni |
| -------- | ------- | -------------------------------------------------------------- | -------------------------------------------------- | ----------------------------------------------------------------------------------- | --- |
|          |         | Chiesa di San Bartolomeo                                       | Citata XIV secolo, edificio odierno XIX secolo     | Sonvigo 46°43′34.68″N 11°19′59.2″E                                                  | Parrocchiale. Citata sin dal 1333, venne ricostruita verso il 1560, con l'aggiunta del campanile nel 1669. La chiesa venne nuovamente rifatta nel 1870-72, conservando della precedente solo l'abside, il portale e il campanile seicentesco.                                                                                      |
|          |         | Chiesa di San Cipriano                                         | Fondata XIII secolo, edificio odierno XV secolo    | Sarentino 46°38′31″N 11°21′29.52″E                                                  | Risalente probabilmente alla metà del Duecento, è citata nel 1328; nel 1430 venne rifatta l'abside, seguita da tutto il resto dell'edificio nel 1470-75. |
|          |         | Chiesa della Santa Croce, o della Croce di Pozza               | XIX secolo                                         | Pozza di Sopra 46°37′26.58″N 11°20′03.84″E                                          | Una prima cappella sorse nel 1822 per volontà di tal Jakob Hofer, su un luogo che dalla fine del Settecento ospitava un crocifisso ritenuto miracoloso (che venne quindi alloggiato nella nuova struttura). Ne 1882 la chiesetta venne ampliata grazie all'interessamento di don Josef Eisler, raggiungendo le dimensioni attuali. |
|          |         | Chiesa di Sant'Erasmo                                          | Fondata XVII secolo, edificio odierno XVIII secolo | Campolasta 46°39′59.9″N 11°21′57.47″E                                               | Una prima cappella del 1698 venne distrutta da una piena del rio Talvera nel 1757; quella attuale la sostituì nel 1759. |
|          |         | Chiesa di San Giovanni Battista in Bosco                       | XVI secolo                                         | Località San Giovanni presso Pennes 46°46′31.44″N 11°23′01.07″E                     | Sorta nel 1532-38 al posto di una preesistente cappella, su un sito che forse era già luogo di culto paleocristiano o anche pagano. |
|          |         | Chiesa di Santa Maria Assunta                                  | Citata XIII secolo, edificio odierno XIX secolo    | Sarentino 46°38′35.02″N 11°21′22.53″E                                               | Parrocchiale. Documentata solo dal 1211 ma certamente più antica, venne dotata del campanile verso la metà del secolo, e ampliata intorno al 1347. La navata venne rifatta nel 1645-46, e nel 1850-54 la chiesa venne quasi interamente ricostruita, ad esclusione del campanile e della cappella gotica.                          |
|          |         | Chiesa di Santa Maria Ausiliatrice, o cappella della Madonna   | XIX secolo                                         | Rio Bianco 46°46′16.35″N 11°22′01.87″E                                              | Edificata nel 1851, al posto di una cappella precedente. |
|          |         | Chiesa (o cappella) di Santa Maria di Einsiedeln               | XVIII secolo                                       | Ponticino 46°36′52.07″N 11°22′26.59″E                                               | Costruita nel 1747 e restaurata nel 2008. |
|          |         | Chiesa di San Martino                                          | Citata XIII secolo, edificio odierno XX secolo     | San Martino 46°41′19.46″N 11°24′59.81″E                                             | Parrocchiale. Una chiesa romanica sorse sul posto entro il 1280; rimaneggiata in stile gotico nel 1472, venne poi ampliata verso il 1650. La costruzione attuale risale però a un completo rifacimento del 1900-01, che ha conservato della chiesa quattrocentesca solo il campanile la parte inferiore della navata.              |
|          |         | Chiesa di San Nicolò                                           | XIV-XV secolo                                      | Valdurna 46°44′22.73″N 11°26′21.07″E                                                | Parrocchiale. Citata nel 1405, venne costruita, probabilmente tra il Tre e il Quattrocento, al posto di una cappella privata. Nel 1550 venne eretto il campanile. |
|          |         | Chiesa di San Nicolò                                           | Citata XIV secolo, edificio odierno XV-XVI secolo  | Villa 46°39′33.16″N 11°21′43.05″E                                                   | Citata nel 1367, tra il 1450 e il 1460 venne rifatto il coro, seguito dalla navata tra il 1495 e la prima metà del Cinquecento, mantenendo le mura della precedente; nello stesso periodo venne anche abbattuto e rifatto il campanile. Nel Novecento venne quindi aggiunto il protiro e rifatto il soffitto della navata.         |
|          |         | Chiesa dei Santi Pietro e Paolo                                | Citata XIII secolo, edificio odierno XVI secolo    | Pennes di Dentro 46°46′50.19″N 11°24′53.31″E                                        | Parrocchiale. Citata a partire dal 1242, venne ricostruita in stile tardogotico nel 1507, e consacrata nel 1517; altri lavori seguirono anche successivamente tra cui l'aggiunta del protiro nel 1874. |
|          |         | Chiesa di San Valentino                                        | XII-XIII secolo                                    | Località Monteganda, a nord di Campolasta 46°40′30.99″N 11°22′08.62″E               | Probabilmente la chiesa più antica della val Sarentino, venne eretta verso nel corso del Duecento, se non addirittura verso il 1150. |
| Cappelle |         |                                                                |                                                    |                                                                                     | |
|          |         | Cappella di Sant'Anna                                          |                                                    | Località Morgenstetter 46°38′19.64″N 11°23′04.49″E                                  | Cappella della residenza Morgenstett. |
|          |         | Cappella di Sant'Antonio                                       |                                                    | Località isolata a sud di Rio Bianco 46°38′19.64″N 11°23′04.49″E                    | Cappella presso il maso Gisser. |
|          |         | Cappella dei Sacri Cuori di Maria e Gesù                       | XIX secolo                                         | Località isolata a nordest di Boscoriva 46°41′54.45″N 11°24′59.71″E                 | Cappella del maso Trattman, costruita intorno al 1886. |
|          |         | Cappella di San Giacomo                                        | XX secolo                                          | Località isolata sulla montagna a nordest di San Martino 46°41′41.1″N 11°26′27.76″E | Cappella del rifugio-ristorante Pichlberg, eretta in occasione della ricostruzione della struttura nel 2017. |
|          |         | Cappella di San Giuseppe                                       |                                                    | Boscoriva 46°41′31.67″N 11°24′28.15″E                                               | |
|          |         | Cappella della Madonna                                         | XIX secolo                                         | Valdurna 46°44′09.18″N 11°26′00.14″E                                                | Cappella neoromanica edificata nel 1873 |
|          |         | Cappella (o chiesa) della Madonna dell'Aiuto, o di San Martino | Fondata XVIII secolo, edificio odierno XX secolo   | Laste (o Aste) 46°47′37.46″N 11°26′23.79″E                                          | Una prima cappella venne costruita nel 1740, sostituita dall'attuale chiesetta esattamente duecento anni dopo. |
|          |         | Cappella di Santa Maria Ausiliatrice                           | XXI secolo                                         | Località Lana al Vento 46°37′07.57″N 11°24′22.12″E                                  | Costruita nel 2005 e consacrata l'anno seguente. |
|          |         | Cappella dei Caduti                                            | XV secolo                                          | Sarentino 46°38′36.27″N 11°21′21.05″E                                               | Costruita nel 1470, all'epoca era una cappella funeraria annessa alla chiesa, dotata di cripta e dedicata a san Michele. Nel 1850-54 la cripta venne riempita, abbassando il piano pavimentale del piano sopraelevato, e nel 1920 venne convertita in cappella ai caduti, e affrescata da Kassian Depoz.                           |
|          |         | "Cappella Kern"                                                | XVIII secolo                                       | Pennes 46°46′56.18″N 11°25′12.72″E                                                  | Cappella barocca settecentesca. |
|          |         |                                                                | XVIII-XIX secolo                                   | Località Gebrack 46°42′13.11″N 11°21′03.26″E                                        | |
|          |         |                                                                |                                                    | Corvara 46°44′33.29″N 11°21′14.68″E                                                 | |
|          |         |                                                                |                                                    | Località Miniera 46°44′39.72″N 11°21′18.02″E                                        | |
|          |         |                                                                |                                                    | Tra le località di Sack ed Eder, a est di Pennes 46°47′06.46″N 11°25′52.56″E        | |
|          |         |                                                                |                                                    | San Martino 46°41′19.92″N 11°24′59.48″E                                             | Cappella cimiteriale |
|          |         |                                                                | XVII secolo                                        | Valdurna 46°44′22.4″N 11°26′20.58″E                                                 | Cappella cimiteriale seicentesca. |

## Comune di San Genesio Atesino
| Esterno  | Interno | Nome                             | Periodo storico                                    | Ubicazione                                                                           | Informazioni |
| -------- | ------- | -------------------------------- | -------------------------------------------------- | ------------------------------------------------------------------------------------ | --- |
|          |         | Chiesa dei Santi Cosma e Damiano | Fondata VI secolo, edificio odierno XII secolo     | Località isolata presso Settequerce 46°30′31.88″N 11°17′12.33″E                      | Una prima chiesa preromanica fu costruita nel VI-VII secolo sul sito di un tempio romano; luogo di pellegrinaggio assai frequentato nel Medioevo, venne ricostruita nel XII secolo a seguito di un incendio, con consacrazione nel 1230, nel 1513 furono rifatti il coro e il campanile (quest'ultimo in parte demolito nel 1907), seguiti dalla volta nel 1604. Chiusa dal 1786 per le disposizioni giuseppine, abbandonata e andata in rovina, venne ristrutturata nel 1976-85, ed è oggi di proprietà privata e non accessibile. |
|          |         | Chiesa di San Genesio            | Fondata pre-X secolo, edificio odierno XIX secolo  | San Genesio Atesino 46°32′06.31″N 11°19′53.29″E                                      | Parrocchiale. La chiesa, citata per la prima volta nel 1186, è però probabilmente antecedente al 900. Una prima ricostruzione sarebbe avvenuta nel XI secolo, e una seconda nel 1439, con consacrazione nel 1465 ai santi Genesio, Silvestro e Margherita. Tra il 1481 e il 1492 venne aggiunto il campanile, rimaneggiato nel 1572-73 e quindi nel 1608 con l'aggiunta dell'odierna cuspide. La chiesa assunse l'aspetto attuale con una parziale ricostruzione nel 1838-39.                                                       |
|          |         | Chiesa di San Martino            | Fondata XII secolo, edificio odierno XVII secolo   | Cologna di Sotto 46°30′41.09″N 11°18′52.17″E                                         | Costruita nel XII secolo e citata per la prima volta nel 1334, era in origine dedicata a santa Maria Maddalena, sostituita da san Martino nel 1613. Tra il 1661 e il 1680 venne sostanzialmente ricostruita, con consacrazione nel 1710; un altro rinnovamento si ebbe nel 1876-79. |
|          |         | Chiesa di San Nicolò             | Citata XIII secolo, edificio odierno XVI-XX secolo | Avigna 46°33′42.6″N 11°21′34.23″E                                                    | Parrocchiale. Una prima chiesa romanica, attestata nel 1289, venne rimaneggiata in stile gotico nel 1421 e nel 1500 circa. Di questa resta il coro, poiché l'edificio venne ulteriormente modificato nel 1695 (rifacimento della navata), nel 1794 (allungamento della navata) e nel 1912-14 (aggiunta della navata laterale). |
|          |         | Chiesa di San Sebastiano         | Citata XIII secolo, edificio odierno XVI secolo    | Valas 46°35′06.77″N 11°17′46.62″E                                                    | Parrocchiale. Documentata a partire dal 1237, questa prima chiesa romanica venne sostituita dall'attuale gotica intorno al 1500, con la successiva aggiunta del campanile nel 1644. Nel Seicento venne anche allungata l'aula, e nel 1810 rifatta la facciata. |
|          |         | Chiesa di San Valentino          | XII-XIII secolo                                    | Montoppio 46°32′33.81″N 11°17′14.25″E                                                | Costruita tra il XII e il XIII secolo, venne dotata del campanile nel Quattrocento e della volta a botte nel Seicento. |
| Cappelle |         |                                  |                                                    |                                                                                      | |
|          |         | Cappella di Santa Maddalena      | XVII secolo                                        | Campitello 46°36′07.93″N 11°18′13.8″E                                                | Cappella delle proprietà di montagna dell'abbazia di Muri-Gries, venne costruita nel 1629 e ampliata nel 1705. |
|          |         |                                  | XVIII secolo                                       | Cologna di Sopra 46°31′31.96″N 11°17′52.27″E                                         | Cappella della residenza Furggler, costruita nel Settecento. |
|          |         |                                  |                                                    | Località isolata tra Cologna di Sotto e Cologna di Sopra 46°30′42.37″N 11°18′00.33″E | Cappella di pertinenza del maso Noafer. |

## Comune di Santa Cristina Valgardena
| Esterno  | Interno | Nome                                          | Periodo storico                                       | Ubicazione                                            | Informazioni |
| -------- | ------- | --------------------------------------------- | ----------------------------------------------------- | ----------------------------------------------------- | --- |
|          |         | Chiesa di Santa Cristina e Sant'Antonio Abate | Citata XIII secolo, edificio odierno XVIII-XIX secolo | Santa Cristina Valgardena 46°33′32.55″N 11°42′55.33″E | Parrocchiale. È citata per la prima volta nel 1277, e poi ancora nel 1342, quando viene definita la chiesa principale della val Gardena. Rimaneggiata in forme gotiche verso la metà del Quattrocento (tra le altre coste, vennero rifate l'abside e la volta), venne consacrata nel 1478, e in quell'occasione sant'Antonio abate venne affiancato come patrono a santa Cristina. Nel 1518 venne aggiunta la cappella absidale di santa Filomena, nel 1525 venne rialzato il campanile, nel 1730 la chiesa venne rimaneggiata in stile barocco, rifacendo l'abside e le finestre. Nel 1840-45 venne prolungata, aggiungendo anche le navate laterali e la cantoria e abbattendo allo scopo una cappella cimiteriale dedicata alla Madonna. |
| Cappelle |         |                                               |                                                       |                                                       | |
|          |         | Cappella di San Bernardo                      | XX secolo                                             | Monte Pana 46°32′57.6″N 11°43′09.04″E                 | Cappella dell'hotel Monte Pana, costruita assieme ad esso negli anni 1930 su progetto di Franz Baumann. |
|          |         | Cappella di Santa Maria Assunta               | XX secolo                                             | Seceda 46°35′32.19″N 11°44′12.78″E                    | Cappella dell'alpe di Mastlé, fatta costruire nel 1969 da Carolina Comploj in memoria dei due figli defunti. |

## Comune di Selva di Val Gardena
| Esterno  | Interno | Nome                          | Periodo storico                                      | Ubicazione                                         | Informazioni |
| -------- | ------- | ----------------------------- | ---------------------------------------------------- | -------------------------------------------------- | --- |
|          |         | Chiesa di Santa Maria Assunta | Fondata XVI secolo, edificio odierno XIX-XX secolo   | Selva di Val Gardena 46°33′18.96″N 11°45′35.87″E   | Parrocchiale. Il primo luogo di culto sul posto venne fondato dai conti von Wolkenstein nel 1503; nel 1677 venne ampliato, convertendo la precedente cappellina in sagrestia, e l'anno successivo venne eretto il campanile, dotato poi di orologio nel 1770. Ritenuta troppo piccola, nel 1870, la navata venne demolita e ricostruita nel 1860-72, e di nuovo parzialmente ricostruita nel 1988-89. |
| Cappelle |         |                               |                                                      |                                                    | |
|          |         | Cappella di San Maurizio      | XXI secolo                                           | Passo Gardena 46°32′59.24″N 11°48′20.16″E          | Edificata nel 2002–03 dal gruppo ANA della Val Gardena. |
|          |         | Cappella di Santa Ottilia     | XVII secolo                                          | A sud di Plan da Tieja 46°33′20.84″N 11°43′53.47″E | Cappella di Castel Gardena, tardomedievale, costruita probabilmente assieme al maniero o poco dopo (1620-40 circa); una cappella con la medesima intitolazione si trova anche all'interno del castello. |
|          |         | Cappella di San Silvestro     | Fondata XIII-XIV secolo, edificio odierno XIX secolo | Località Vallunga 46°33′52.93″N 11°46′42.13″E      | Venne fatta costruire forse nel Due o nel Trecento dai nobili Wolkenstein, che risiedevano all'epoca nel vicino Castel Wolkenstein; l'edificio venne modificato verso il 1880 raggiungendo l'aspetto attuale. |
|          |         | Cappella della Visitazione    | XX secolo                                            | Passo Sella 46°30′31.56″N 11°45′24.35″E            | Costruita per volontà dei CAI di Bolzano, è stata consacrata nel 1936. |

## Comune di Tires
| Esterno  | Interno | Nome                                                    | Periodo storico                                   | Ubicazione                                                      | Informazioni |
| -------- | ------- | ------------------------------------------------------- | ------------------------------------------------- | --------------------------------------------------------------- | --- |
|          |         | Chiesa dei Santi Cipriano e Giustina, o di San Cipriano | Edificio odierno XVI secolo                       | San Cipriano 46°28′15.78″N 11°33′08.8″E                         | Fondata probabilmente in epoca preromanica; nel Duecento venne rifatta l'abside, nel 1583 la navata. |
|          |         | Chiesa di San Giorgio                                   | Citata XIII secolo, edificio odierno XVIII secolo | Tires 46°28′02.57″N 11°31′38.87″E                               | Parrocchiale. Citata nel 1257; nel 1332 venne ricostruito il campanile (conservando solo la base), nel 1487 (o 1478) vennero rifatti la volta e il coro. Nel 1738 vennero aggiunti alla torre campanaria il tamburo e l'esorbitante cupola, e nel 1766 venne rifatta la navata. |
|          |         | Chiesa (o cappella) di San Sebastiano                   | XVII secolo                                       | Località isolata a nordest di Tires 46°28′26.18″N 11°31′52.97″E | Sorta nel 1635 sui resti della chiesa tardoromanica di Santa Cristina; il cambio d'intitolazione (ai santi Sebastiano e Rocco) è dovuto alla peste che imperversava all'epoca.                                                                                                  |
| Cappelle |         |                                                         |                                                   |                                                                 | |
|          |         |                                                         | XIX-XX secolo                                     | Tires 46°28′08.3″N 11°31′25.83″E                                | Cappella di pertinenza della casa di riposo di Tires, costruita a cavallo tra l'Otto e il Novecento. |
|          |         |                                                         |                                                   | Tires 46°28′39.06″N 11°30′48.64″E                               | Cappella presso la residenza Velseck, sul sito dove sorgeva l'omonimo castello. |